# Khobz
Khobz (arab. خبز, ḫubz; marok. arab. ḫobz) – odmiana okrągłego, płaskiego, białego chleba charakterystyczna dla kuchni marokańskiej. W zależności od regionu może nosić berberyjską nazwę kesra w języku tamazight lub agroum w języku tashelhit.

## Charakterystyka
Khobz jest rodzajem najczęściej spożywanego, codziennego chleba w Maroku i ma wiele odmian regionalnych oraz indywidualnych, a jego przygotowywanie jest proste, choć czasochłonne (dużo czasu pochłania wyrabianie ciasta). Składniki tego pieczywa to mąka pszenna, woda, drożdże, sól, cukier i ziarna (np. sezam) do wykonania posypki według osobistych upodobań konsumenta. Średnica chleba wynosi średnio około 30 cm, a grubość bochenka nie przekracza 3 cm, przy czym tradycyjnie jest to najczęściej około 1,5 cm. Z reguły jest wypiekany w warunkach domowych (w piekarniku, albo w publicznych piecach ulicznych znanych jako ferran), ale jest także dostępny w handlu.

## Serwowanie
Podaje się go do dań głównych, jak również stosuje jako bazę do przyrządzania kanapek. Kliny chleba mogą być dzielone i nadziewane grillowanymi mięsami. Z uwagi na powszechne spożywanie przez Marokańczyków jedzenia rękami (sztućce wydaje się głównie w restauracjach turystom) pełni rolę narzędzia do chwytania pokarmu i wymazywania sosów. Stanowi częsty dodatek m.in. do tażinu, soczewicy i innych dań typowo marokańskich, jak również innych potraw kuchni Maghrebu i krajów arabskich.